# Wayne Sermon
Daniel Wayne Sermon, ameriški glasbenik, pevec, tekstopisec in producent glasbenih plošč, * 15. julij 1984, American Fork, Utah, ZDA.
Je vodilni kitarist ameriške rock glasbene skupine Imagine Dragons.